# Початкова школа (журнал)
«Початкова школа» — щомісячний педагогічно-методичний (науково-методичний) журнал, орган Міністерства освіти України. Містив статті з питань організації навчально-виховного процесу в початкових класах, матеріали на допомогу викладачам педінститутів, педучилищ, керівникам органів освіти і шкіл, батькам.

## Історія
З 1969 по 1991 виходив у Києві як орган Міністерства освіти УРСР. Друкував матеріали не лише для викладачів педагогічних ВНЗ, керівників органів народної освіти і шкіл, батьків, але й піонервожатих; а також вміщував статті про художників, письменників, композиторів, творчість яких вивчали за програмою. Планували, що журнал обслуговуватиме 30 тисяч шкіл і понад 124 тисячі вчителів початкових класів. Редакція журналу розташовувалась на вулиці Леніна, 44, — у центрі Києва. Тираж першого номера — понад 100 тисяч примірників.

У першому номері зазначили:
«Головне завдання часопису — надавати допомогу вчителям, вихователям та іншим працівникам освіти подальшому вдосконаленню процесу виховання і навчання молодших школярів…На допомогу вчителям у їхній роботі по підвищенню ідейно-теоретичного рівня, фахової кваліфікації журнал систематично друкуватиме статті і матеріали з питань філософії, педагогіки,естетики…висвітлюватиме передовий педагогічний досвід учителів початкових класів, методики викладання мови, математики, природознавства, трудового навчання, фізичного виховання, образотворчого мистецтва, музики і співів».
Постійними розділами були: «Формування особистості школяра», «Методика і практика», «Малокомплектні школи», «Освіта вчителя», «Школа і сім’я», «Науково-педагогічна творчість», «З історії педагогіки», «Уроки народознавства», «Слово художній самодіяльності», «Куточок природи», «Шкільні веселинки» тощо.
У 1980-х журнал «допомагав учителям зорієнтуватись як у проблемах навчально-виховного процесу, так і в непростих реаліях життя». У 1990-х тираж часопису зменшився, проте «не спадав інтерес —  один примірник учителі передавали з рук у руки».
У 2019 році Алла Лук'янець (23 листопада 1938 — 1 листопада 2023) — головний редактор журналу «Початкова школа» з 1972 року, заслужений працівник освіти України, кандидат педагогічних наук, висловила думку, що «ніщо не замінить часопис, який адресований безпосередньо вчителям початкових класів, науковцям, батькам та всім освітянам України».
Останній випуск журналу № 11-12 (617-618) вийшов у листопаді 2020.

### Видавництво «Початкова школа»
У 2002 році на базі редакції журналу з метою розширення інформаційного освітянського простору створено видавництво «Початкова школа», основною метою якого було — видання навчальних посібників для вчителів та учнів 1—4 класів, а також журналу «Початкова школа». Всі видання мали гриф «Рекомендовано Міністерством освіти і науки України». Авторами були — провідні вчені та вчителі-практики. Зміст відповідав чинним Державним стандартам, програмам та підручникам для 1—4 класів.

### Редакційна колегія
Першим головним редактором став О. Киричук, відповідальним секретарем — М. Матрохін, редакторами відділів — І. Нізельська, О. Чемерис, Н. Бетіна.
У структурі Науково-дослідного інституту педагогіки вже тоді функціонував відділ початкового навчання, науковці якого й стали першими членами редакційної колегії та авторами першого випуску журналу. Це Н. Скрипченко — авторка читанок для молодших школярів, М. Богданович — автор підручників з математики, та вчена початкової освіти України — О. Савченко, Н. Бібік — авторка першого інтегрованого підручника для учнів шестирічного віку — «Віконечко», а також автор букварів, підручників з української мови для початкових класів — М. Вашуленко.
Колектив редакції працював у тісному контакті з науковцями НАПН України, відділом початкової освіти Інституту педагогіки НАПН України, редакція журналу співпрацювала з Інститутом проблем виховання НАПН України.
До редколегії журналу входили: І. Бех, Н. Бібік, М. Вашуленко, Г. Древаль, В. Заторжинська, Л. Коваль, Я. Кодлюк, Ю. Колесникова (завідувач відділу), Т. Кохно, Л. Ліщинська, Л. Лопушанська (відповідальний секретар), А. Лотоцька, С. Мартиненко, В. Мелешко, О. Митник, А. Мовчун, І. Нізельська, Т. Пироженко, Т. Поніманська, К. Пономарьова, К. Прищепа, Т. Пушкарьова, О. Савченко, С. Стрілець, В. Тименко, О. Хорошковська, Л. Хоружа, Т. Яремчук (заступник  головного редактора, завідуач віддділу).